# كيم سو-آن
كيم سو-آن هي ممثلة كورية جنوبية ولدت في 27 يناير 2006، أشتهرت بدورها في فيلم قطار بوسان.

## فيلموغرافيا

### مسلسلات تلفزيونية
| عام       | عنوان                      | الدور     | قناة البث   | المراجع |
| --------- | -------------------------- | --------- | ----------- | ------- |
| 2015–2016 | الام                       | ها-نا     |             |         |
| 2021      | انعكاس لك                  | اهن ري سا | جي تي بي سي | [ 3 ]   |
| 2022      | الطبيب النفسي يوو سي بوونغ | ايب بون   | تي في إن    | [ 4 ]   |

## روابط خارجية
كيم سو-آن على موقع IMDb (الإنجليزية)
- كيم سو-آن على موقع ألو سيني (الفرنسية)
- كيم سو-آن على موقع أول موفي (الإنجليزية)
- كيم سو-آن على موقع قاعدة بيانات الفيلم (الإنجليزية)
- كيم سو-آن على موقع كينوبويسك (الروسية)